# ウーマン・イン・レッド
ウーマン・イン・レッド（The Woman in Red）は、1984年に発表されたスティーヴィー・ワンダーのアルバム。

## 解説
1984年のロマンティック・コメディ映画「ウーマン・イン・レッド」（監督・主演：ジーン・ワイルダー）のオリジナル・サウンドトラック盤。収録曲の「心の愛」はアカデミー歌曲賞、ゴールデングローブ賞を受賞した。
「イッツ・モア・ザン・ユー」はインストゥルメンタルで、他の曲はスティーヴィーまたはディオンヌ・ワーウィックが歌っている。

## 収録曲
1. ウーマン・イン・レッド - The Woman In Red
2. イッツ・ユー - It's You（ディオンヌ・ワーウィック）
3. イッツ・モア・ザン・ユー - It's More Than You
4. 心の愛 - I Just Called to Say I Love You
5. ラヴ・ライト・イン・フライト - Love Light in Flight
6. モーメンツ・アーント・モーメンツ - Moments Aren't Moments（ディオンヌ・ワーウィック）
7. ウィークネス - Weakness（ディオンヌ・ワーウィック）
8. ドント・ドライヴ・ドランク - Don't Drive Drunk